# Hiroshima Sun Plaza
Das Hiroshima Sun Plaza (jap. 広島サンプラザ, Hiroshima San Puraza) ist ein Gebäudekomplex im Bezirk West (Nishi-ku) von Hiroshima, Japan. Sie bietet 6.052 Personen Platz und beinhaltet auch ein Bankettzentrum, ein Hotel und ein Restaurant. Eröffnet wurde das Center im September 1985.
In der Haupthalle traten im Jahr 1991 Eric Clapton und George Harrison im Rahmen ihrer gemeinsamen Tournee auf.
Im Jahr 2011 fand hier der Volleyball World Cup der Frauen statt.